# Masatopes curtus
Masatopes curtus là một loài bọ cánh cứng trong họ Cerambycidae.